# Irina Aleksandrovna Kolpakova
Irina Aleksandrovna Kolpakova (in russo Ирина Александровна Колпакова?; Leningrado, 22 maggio 1933) è un'ex ballerina russa.

## Biografia
Irina Aleksandrovna Kolpakova nacque a Leningrado nel 1933, figlia di un'economista e di un professore di matematica dell'Università statale, ucciso durante l'assedio della città. Nel 1951 si diplomò all'Istituto Statale di Ceografia, dove fu una delle ultime allieve di Agrippina Jakovlevna Vaganova e fu immediatamente scritturata dal Balletto Kirov in veste di solista.
Danzò con la compagnia fino al 1989 e si affermò come apprezzata interprete del repertorio classico; in particolare, ottenne enormi consensi di critica e pubblico per la sua interpretazione nei ruoli eponimi di Giselle, Rajmonda e La Sylphide e, soprattutto, per la sua Aurora ne La bella addormentata. Inoltre danzò nelle prime assolute de Il fiore di pietra (1957) e La leggenda dell'amore (1967) di Jurij Grigorovič e nei ruoli di Kitri in Don Chisciotte, Giulietta in Romeo e Giulietta, Nikija ne La Bayadère, l'eponima protagonista nella Cenerentola e Maša ne Lo schiaccianoci.
Parallelamente all'attività sulle scene, tra il 1976 e il 1979 fu deputata IX legislatura del Soviet Supremo dell'Unione Sovietica. Nel 1960 fu nominata Artista del popolo della RSFSR, nel 1965 Artista del popolo dell'Unione Sovietica, nel 1980 fu insignita del Premio di Stato dell'Unione Sovietica e nel 1983 fu proclamata Eroe del lavoro socialista.
Dal 1971 danzò di frequente con il giovane Michail Baryšnikov e lo volle come partner di scena in Giselle e La Sylphide; fu Kolpakova a invitarlo alla tournée canadese durante cui il ballerino avrebbe defezionato l'Unione Sovietica. Dopo la fuga di Baryšnikov, strinse un nuovo sodalizio artistico con Jurij Vladimirovič Solov'ëv, ma anche questa partnership non fu longeva e fu infatti stroncata dopo tre anni dal suicidio del ballerino nel 1977. Nel 1989 Baryšnikov la invitò all'American Ballet Theatre in veste di maitresse de ballet. È rimasta con la compagnia statunitense per oltre trentacinque anni, prima come maestra di balletto e poi come répétiteur per i primi ballerini, un ruolo che ha continuato a ricoprire oltre i novant'anni di età.